# Mautern in Steiermark
Mautern in Steiermark è un comune austriaco di 1 787 abitanti nel distretto di Leoben, in Stiria; ha lo status di comune mercato (Marktgemeinde).